# Breust
Breust (Limburgs: Breusj) is een buurtschap in de Nederlands-Limburgse gemeente Eijsden-Margraten, dat in de bebouwing van het dorp Eijsden is vastgegroeid en door de gemeente niet (meer) als een aparte kern behandeld wordt. Het ligt ten noordoosten van het oude dorp Eijsden. De patroonheilige is Sint-Maarten met als kerk de Sint-Martinuskerk. Nabij de kerk heeft vroeger een motte gelegen met een natuurlijke bron. In 2002 woonden er 266 mensen in Breust.
Breust was tot 1828 een zelfstandige gemeente. Een deel van het grondgebied ging naar de destijds nog zelfstandige gemeente Sint-Geertruid. De grens tussen de heerlijkheden Eijsden en Breust was zodanig, dat geen duidelijke grens aanwijsbaar was tussen de beide heerlijkheden onderling, enkel een gemeenschappelijke buitengrens.

## Vrije Rijksheerlijkheid Breust
Breust behoort mogelijk tot de oudste dorpjes van Limburg. Reeds in 965 wordt de naam genoemd. Op 2 juni van dat jaar schonk Eracles, de toenmalige bisschop van Luik (het Bisschop Eraclesplein is naar hem genoemd) zijn bezittingen in Breust aan het door hemzelf opgerichte kapittel van Sint-Maarten te Luik. Die bezittingen bestonden onder andere uit de "Villa Breust", 80 bunders land (ongeveer 80 ha) en het patronaat over de kerk. Meer dan duizend jaar geleden bestond er dus al een dorpje Breust, of in ieder geval een landgoed met die naam en een kerk.
Van het gezamenlijk grondgebied van de voormalige heerlijkheden Breust en Eijsden behoorde twee derde deel aan Breust en één derde deel aan Eijsden. Over de vrije heerlijkheid Breust, een zogenaamd Luiks vrijdorp, stelde de bisschop een voogd aan. Het voogdijschap leidde er in die tijd vaak toe dat de voogd zich meer macht toe-eigende dan hem toekwam. Het kapittel van Sint-Maarten stak hier echter een stokje voor. Zelfs tegenover zijn eigen heer, de prins-bisschop van Luik, liet het kapittel zijn “heerlijke rechten” (in de middeleeuwen het recht van jurisdictie of rechtsmacht over een bepaald territorium) gelden. Dat blijkt uit een rechtszaak uit 1480, die voor de Schepenbank van Luik diende. De prins-bisschop van Luik, Lodewijk van Bourbon, had een inwoner van Breust ter dood veroordeeld. De Schepenbank van Luik oordeelde echter dat de bisschop ten onrechte in de “heerlijke rechten” van het kapittel was getreden. Omdat het vonnis inmiddels was voltrokken, werd de bisschop verplicht een andere man, van stro weliswaar, aan Breust terug te geven. De terechtgestelde zelf vond dus weinig baat bij de uitspraak van de Schepenbank. Waarschijnlijk viel later het voogdijschap toe aan het kapittel zelf en werd het kasteeltje of “Villa Breust” bewoond door een van de kapittelheren (vandaar de naam Kapittelherenstraat).
In de loop der eeuwen hadden de vorsten nooit getornd aan de bezittingen van het kapittel van Sint Maarten. Daar kwam een eind aan als gevolg van de bezetting van de Zuidelijke Nederlanden door de Franse troepen in 1794, waarna bij het Verdrag van Den Haag van 16 mei 1795, met ingang van 1 oktober van dat jaar, annexatie door Frankrijk volgde. Van 1795 tot de troonsafstand van Napoleon in Fontainebleau op 6 april 1814, maakte Breust dus deel uit van het grote Franse Rijk.

### Sint-Martinuskerk
De huidige kerk van Breust, althans de toren ervan, stamt uit de 14e eeuw (1345). Maar in het kerkportaal, boven de ingang, bevindt zich een romaans beeldhouwwerk, waarschijnlijk uit de 12e eeuw. In het midden van deze latei is een groot medaillon uitgehouwen, met twee kleinere ernaast, omgeven door loofwerk. In deze drie medaillons geeft de beeldhouwer een voorstelling van een menselijk figuur in strijd met een dier. Verondersteld wordt dat dit beeldhouwwerk een overblijfsel is van een kerk, die aan de huidige Sint Martinuskerk is voorafgegaan.

### Kasteel
De heerlijkheid werd bestuurd vanuit de hof. Eind 12e eeuw werd een mottekasteel gebouwd aan de oostzijde van de kerk. Door colluviumvorming raakte dit kasteel onbruikbaar en in 1619 werd aan de zuidzijde een nieuw kasteel gebouwd, het Huis Bakvliet. Tot het einde van het feodale systeem werd de heerlijkheid bestuurd vanuit dit kasteel. In 1798 werd het kasteel onteigend en verkocht, waarna diverse particuliere eigenaren volgden. Van 1885 tot 1967 waren er enkele kloosterorden in het kasteel gevestigd. In 1971 werd Huis Bakvliet afgebroken.

## Gemeente Breust
Na inlijving door Frankrijk werd het land, naar Frans voorbeeld, opgedeeld in zogenoemde kantons. Deze kantonnale organisatie ontnam alle dorpen beneden 5000 inwoners hun zelfstandig bestuur. In 1795 werd Eijsden hoofdplaats van het gelijknamige kanton, dat bestond uit Eijsden zelf, Breust, Oost, Rijckholt, Gronsveld, Heugem, Cadier en Keer, Eckelrade, Sint-Geertruid, Herkenrade, Mesch, Mheer en Noorbeek.
In 1800 had opheffing plaats van de “municipalités de canton” waardoor Eijsden, Breust en Oost een eigen bestuur kregen, met aan het hoofd een maire. Op 28 juni 1800 werd André Janssen, gedoopt te Moelingen op 14 mei 1768, als eerste maire van de gemeente Breust, geïnstalleerd. Bij Traktaat van Londen van 20 juli 1814 werd het Koninkrijk der Nederlanden gevormd, bestaande uit de huidige koninkrijken Nederland en België, zulks onder koning Willem I, hetgeen overigens geen directe invloed had op de bestuurlijke organisatie van de gemeenten. Alleen de maire heette vanaf toen burgemeester. Later, in 1818, werd een reglement van bestuur voor het platteland opgesteld. Elke plattelandsgemeente kreeg aan het hoofd een schout, benoemd door de koning en twee schepenen, die op voordracht van de raad door Gedeputeerde Staten werden benoemd uit de leden van de gemeenteraad. Ook de benoeming van de leden van de gemeenteraad geschiedde door de Gedeputeerde Staten, zij het voordracht van de raad uit een dubbel aantal kandidaten. In 1818 telde de gemeente Breust 775 inwoners en had toen een raad van negen leden.
De naam van schout en schepenen werd in 1825 gewijzigd in burgemeester en assessoren. Het benoemingsrecht van de burgemeester bleef voorbehouden aan de koning, terwijl de assessoren vanwege de koning door de staatsraad-gouverneur van de provincie uit de leden van de gemeenteraad werden benoemd en de leden van de gemeenteraad door de Gedeputeerde Staten, na bij het plaatselijk bestuur te hebben gehoord. De termijn van benoeming bedroeg 6 jaar. Het aantal raadsleden werd door Breust toen vastgelegd op 7, evenals voor Oost. De gemeente Eijsden telde 9 raadsleden.
Breust bleef als zelfstandige gemeente bestaan tot 1828. Bij Koninklijk Besluit nr. 165 van 6 maart van dat jaar, werden de gemeenten Eijsden, Breust en Oost omgevormd tot de nieuwe gemeente Eijsden. Artikel 2 van dit Koninklijk Besluit luidde: “De Gemeenten Eijsden, Breust en Oost mitsgaders de gehuchten Maarland, Hoog en Laag Castert worden bij dezen vereenigd tot eene gemeente, welke tot naam en hoofdplaats zullen hebben Eijsden”. Dit Koninklijk Besluit trad in werking op 18 oktober 1828.
Dorpen: Banholt · Bemelen · Cadier en Keer · Eckelrade · Eijsden · Gronsveld · Margraten · Mariadorp · Mesch · Mheer · Noorbeek · Oost-Maarland · Rijckholt · Scheulder · Sint Geertruid

Gehuchten & Buurtschappen: Berg · Bergenhuizen · Breust · Bruisterbosch · Gasthuis · Groot Welsden · Herkenrade · Honthem · Hoogcruts · Hoog-Caestert · Klein Welsden · Laag-Caestert · Libeek · Moerslag · 't Rooth · Schey · Schilberg · Sint Antoniusbank · Terhorst · Terlinden · Termaar · Ulvend · Vroelen · Wesch · Withuis · Wolfshuis

Limburg: Steden en dorpen      Nederland: Provincies · Gemeenten